# Новозиряново
Новозиря́ново (рос. Новозыряново) — село у складі Зоринського району Алтайського краю, Росія. Адміністративний центр Новозиряновської сільської ради.

## Населення
Населення — 534 особи (2010; 534 у 2002).
Національний склад (станом на 2002 рік):
- росіяни — 92 %